# مينغل
مينغل هي قرية في مقاطعة أرومية، إيران. يقدر عدد سكانها بـ 289 نسمة بحسب إحصاء 2016.